# Erich Naumann
Erich Naumann (Meißen, 29 aprile 1905 – Landsberg am Lech, 7 giugno 1951) è stato un generale tedesco SS-Brigadeführer, membro del Sicherheitsdienst (SD). Naumann fu responsabile del genocidio messo in atto nell'Europa orientale come comandante dell'Einsatzgruppe B.

## Biografia
Nato il 29 aprile 1905 a Meißen, in Sassonia, Erich Naumann lasciò la scuola all'età di sedici anni e fu impiegato in un'impresa commerciale nella sua città natale. Si unì al partito nazista nel novembre 1929, numero 170257. Nel 1933 Naumann si unì alle Sturmabteilung, divenne funzionario e quindi ufficiale di polizia. Si unì al SD nel 1935.
Fu capo dell' Einsatzgruppe B dal novembre 1941 fino a febbraio o marzo 1943. Nel novembre 1941 i rapporti da lui inviati ad Adolf Eichmann affermarono che fu responsabile della morte di 17,256 persone a Smolensk. Sotto il suo comando, ammise che il suo Einsatzgruppe possedeva tre gaswagen "usati per sterminare gli esseri umani".

## Processo ed esecuzione per crimini di guerra
Dopo la cattura da parte degli Alleati, Naumann fu processato a Norimberga. Durante il procedimento affermò di non considerare sbagliate le sue azioni durante il suo mandato come comandante dell'Einsatzgruppe B. Quando gli fu chiesto sul banco dei testimoni se vedesse qualcosa di moralmente sbagliato negli ordini del Führer, rispose:
Fu ritenuto colpevole di crimini di guerra, crimini contro l'umanità e appartenenza ad organizzazioni illegali, ovvero le SS e la SD. Naumann fu condannato a morte e impiccato poco dopo la mezzanotte del 7 giugno 1951.